# Cordalba-Nationalpark
Der Cordalba-Nationalpark (englisch Cordalba National Park) ist ein 25 Quadratkilometer großer Nationalpark in Queensland, Australien. Benannt ist er nach dem kleinen Ort Cordalba etwas südöstlich.

## Lage
Er liegt in der Region Wide Bay-Burnett im Hinterland der Sunshine Coast etwa 270 Kilometer nördlich von Brisbane und 250 Kilometer südöstlich von Rockhampton. Zwischen Gin Gin und Childers passiert der Bruce Highway den Park im Abstand von etwa 6 Kilometern. Zwei Kilometer im Nordwesten verläuft der Burnett River. Es gibt keine Besuchereinrichtungen.
In der Nachbarschaft liegen die Nationalparks Bingera und Goodnight-Scrub.

## Flora und Fauna
Der Nationalpark schützt bis zu 150 Meter hoch gelegenen, küstennahen, subtropischen Regenwald.
Im Park sind zahlreiche Frösche, Vögel, Reptilien und Säugetiere beheimatet, darunter die gefährdeten Little Pied Bat (Chalinolobus picatus), aus der Familie der Glattnasenfledermäuse, und Koalas.
Unter den Vögeln sind besonders häufig der Weißstirn-Schwatzvogel (Manorina melanocephala), Glattstirn-Lederkopf (Philemon citreogularis), Fleckenpanthervogel (Pardalotus punctatus) und der farbenprächtige Gebirgs-Allfarblori (Trichoglossus haematodus moluccanus).